# Diego Guimarães
Diego Arruda Vaz Guimarães (Cuiabá, 9 de dezembro de 1985), é um advogado e político brasileiro, filiado ao Republicanos e atualmente deputado estadual no Estado de Mato Grosso.
Em 2016, foi eleito vereador por Cuiabá, com 3.183 votos. Nas eleições de 2020, foi reeleito vereador, recebendo 4.179 votos, sendo o mais votado para a Câmara Municipal de Cuiabá. Já em 2022, foi eleito deputado estadual, com 25.907 votos recebidos pelos eleitores.
É filho de Vandir Osmar Vaz Guimarães, ex-prefeito do município de Guarantã do Norte entre os anos de 1993 e 1996, e de Roseemília Gomes de Arruda Guimarães.

## Vida política
Em 2016, em sua primeira disputa, Diego Guimarães foi eleito vereador por Cuiabá, pelo Progressistas (PP), recebendo 3.183 votos.
Foi o vereador mais votado em Cuiabá, nas eleições de 2020. Concorrendo pelo Cidadania, recebeu 4.179 votos.
Nas eleições de 2022, Diego se candidatou a uma das 24 cadeiras da Assembleia Legislativa de Mato Grosso. Filiado ao Republicanos, ele foi eleito com 25.907 votos e tomou posse em 1º de fevereiro de 2023.

## Desempenho eleitoral
| Ano  | Eleição                           | Partido       | Cargo             | Votos  | Resultado |
| ---- | --------------------------------- | ------------- | ----------------- | ------ | --------- |
| 2016 | Eleições municipais de Cuiabá     | Progressistas | Vereador          | 3.183  | Eleito    |
| 2020 | Eleições municipais de Cuiabá     | Cidadania     | Vereador          | 4.179  | Eleito    |
| 2022 | Eleições estaduais de Mato Grosso | Republicanos  | Deputado estadual | 25.907 | Eleito    |